# Akustická impedance
Akustická impedance je veličina popisující vzájemnou interakci mezi zvukovým vlněním a prostředím, ve kterém se toto vlnění šíří.

## Značení a výpočet
- Značka: Z
- Výpočet:
  - {\displaystyle Z={\frac {p}{v}}}, kde p je akustický tlak a v je akustická rychlost; při harmonickém kmitání však může být mezi tlakem a rychlostí fázový posun, proto je přesnější vyjádření v  komplexním tvaru: {\displaystyle Z=r+jx}, kde r je akustický odpor a x je akustická reaktance.[1]
  - {\displaystyle Z=\rho \cdot c}, kde ρ je hustota prostředí a c je fázová rychlost.[2]
- Jednotky:
  - Pa.s·m−1
  - kg m–2 s–1
  - Rayl

## Odraz
Narazí-li zvuková vlna při svém postupu na hranici mezi dvěma prostředími s různou akustickou impedancí, dochází k jejímu částečnému odrazu. Poměr intenzity odraženého a dopadajícího vlnění R (tzv. odrazivost) lze vyjádřit jako čtverec poměru rozdílu a součtu akustických impedancí obou prostředí: {\displaystyle R={\biggl (}{\frac {Z_{1}-Z_{2}}{Z_{1}+Z_{2}}}{\biggr )}^{2}}. Tento jev je základem sonografického vyšetření.

## Příklady akustické impedance
- Vzduch: 0,44 kPa.s·m−1
- Voda: 1,48 MPa.s·m−1